# إيسخينيس
إيسخينيس (نحو 389 - 314 ق.م) هو خطيب أثيني.
عُرف بدعوته إلى مهادنة الملك فيليب الثاني المقدوني في حين دعا عدوه ديموستين إلى مناصبته العداء.

## روابط خارجية
- إيسخينيس على موقع الموسوعة البريطانية (الإنجليزية)